# Audi A3 (8Y)
Audi A3 (8Y) — четвёртое поколение Audi A3. Производится с 2020 года.

## История
Автомобиль Audi A3 (8Y) впервые был представлен 3 марта 2020 года. Дизайн интерьера и экстерьера разработан компанией Lamborghini. Автомобиль производится на платформе Volkswagen Group MQB, на которой также производятся автомобили Volkswagen Golf VIII, SEAT Leon Mk4 и Škoda Octavia Mk4. Краш-тест оценён на 5 звёзд.
В отличие от предшественника, автомобиль удлинён и расширен на 3 см. Коэффициент лобового сопротивления составляет 0,28. Автомобиль оснащён двигателями внутреннего сгорания EA211, EA888 и EA288. Также существует спортивный вариант Audi S3.
Автомобиль поставляется на рынки с мая 2020 года. С конца 2021 года автомобиль продаётся в Северной Америке.

## Галерея

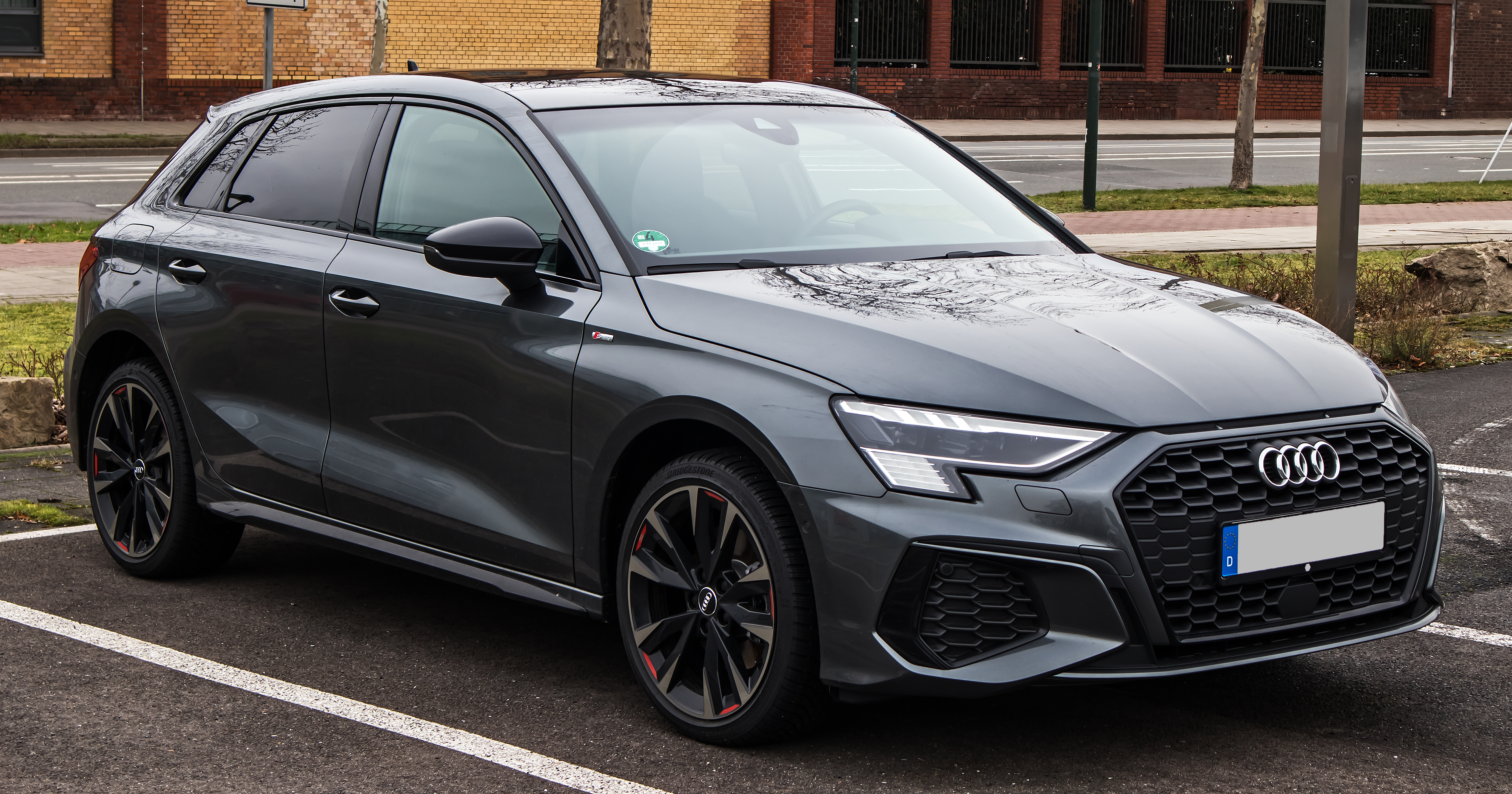
Audi A3 8Y
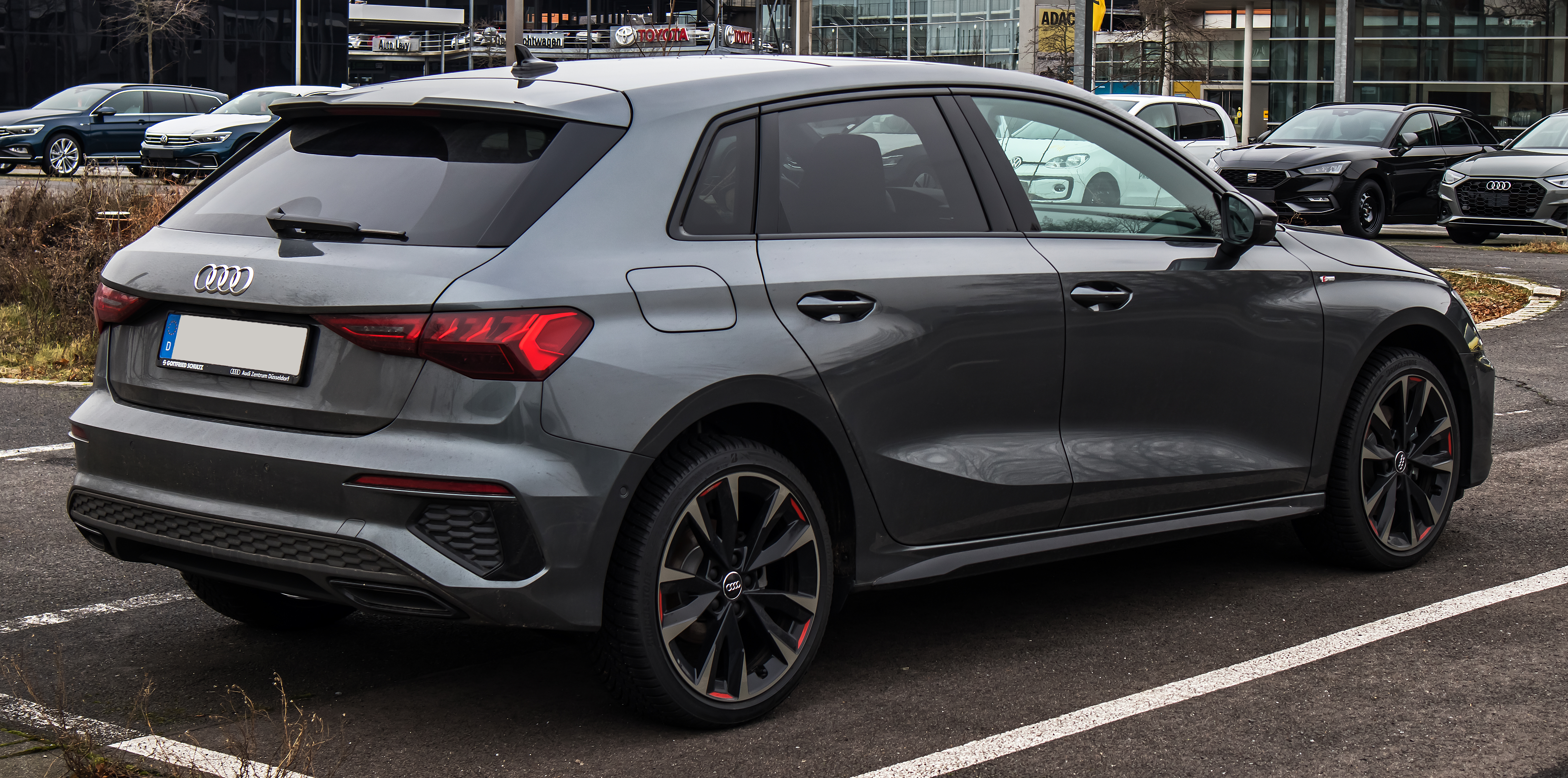
Хетчбэк
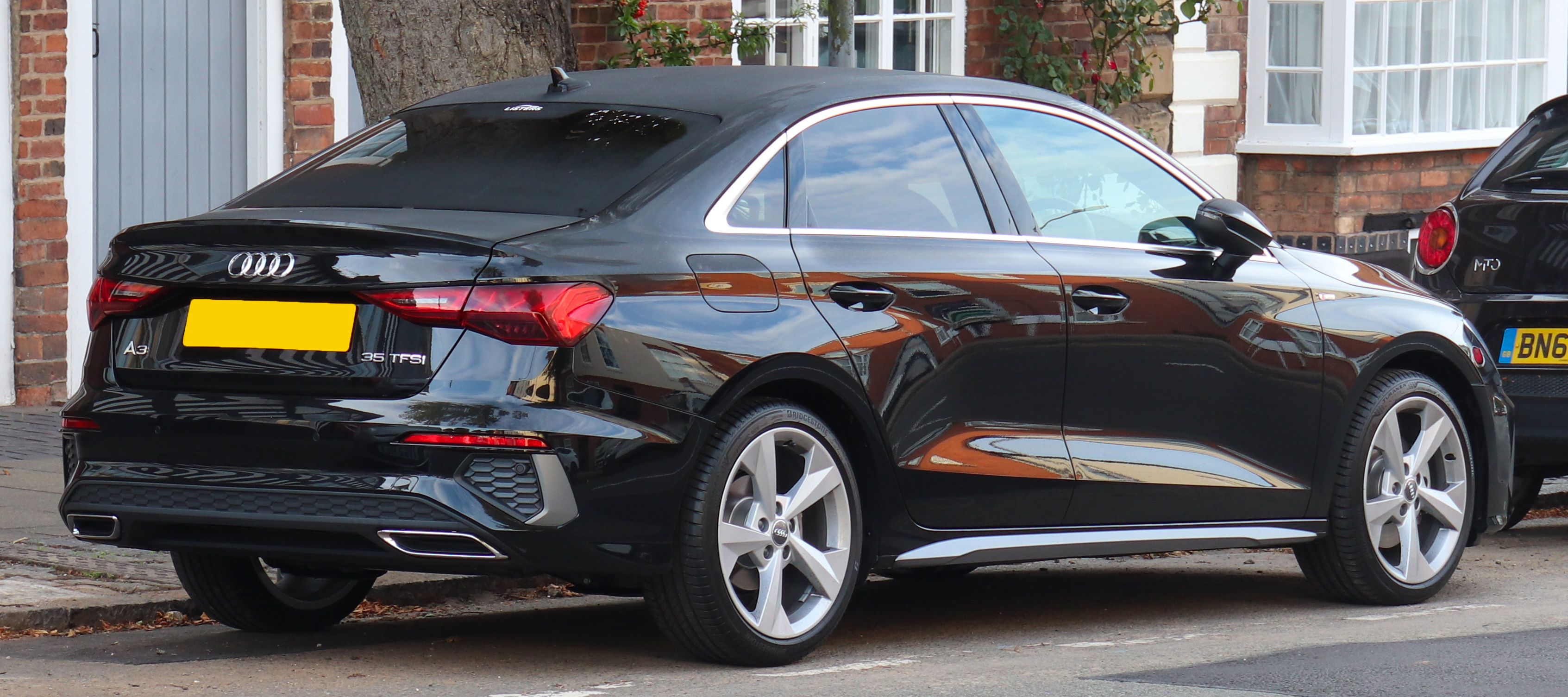
Седан
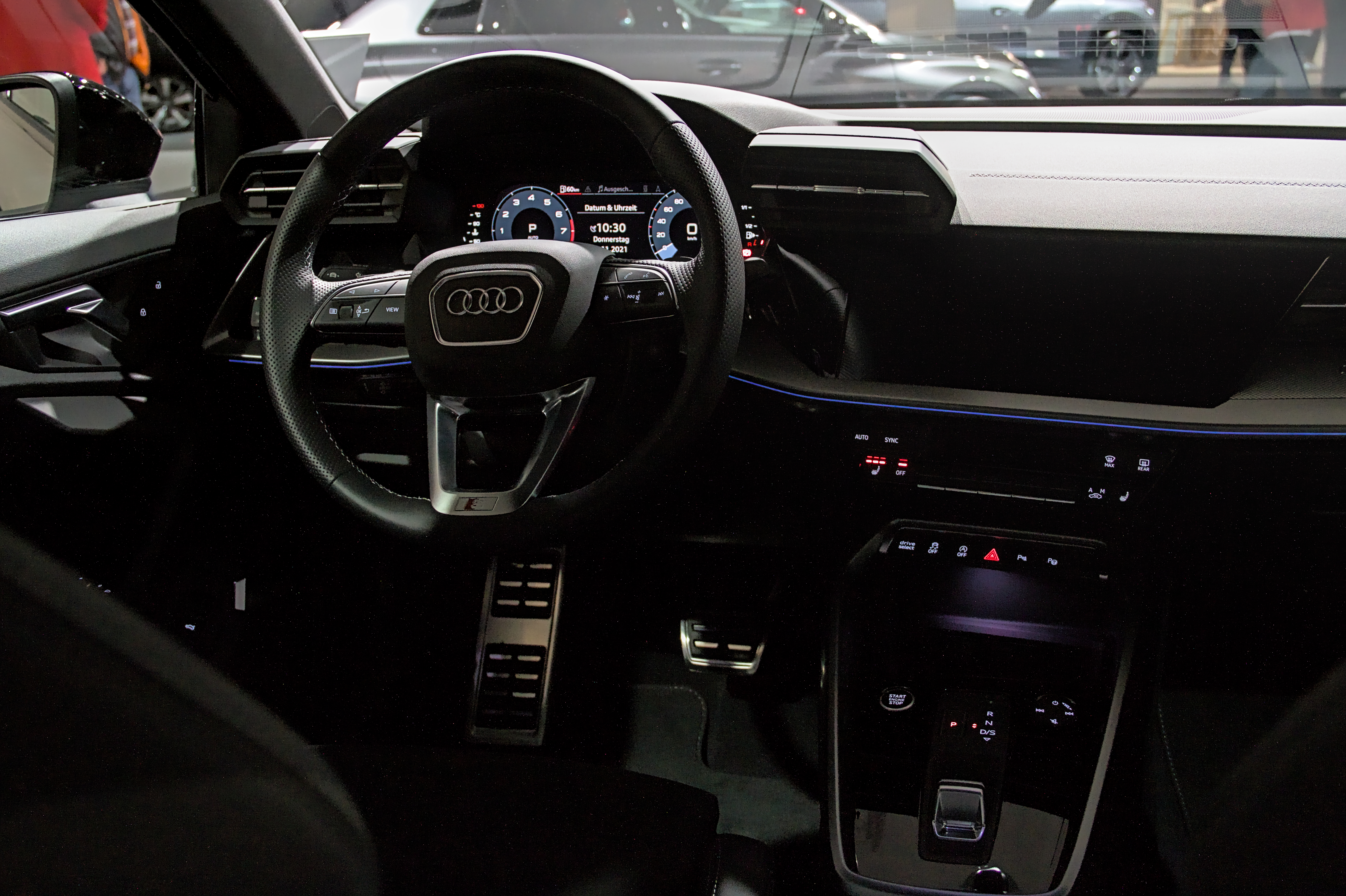
Место водителя